# Valea Sodomului
Valea Sodomului este o arie protejată de interes național ce corespunde categoriei a IV-a IUCN (rezervație naturală de tip paleontologic) situată în județul Gorj, pe teritoriul administrativ al comunei Săcelu.

## Localizare
Rezervația naturală Valea Sodomului se află partea nord-estică a județului Gorj, în apropierea nordică a satului Săcelu, în partea dreaptă a drumului județean (DJ661) ce leagă orașul Târgu Cărbunești de satul Buzești.

## Descriere
Rezervația naturală cu o suprafață de 1ha. a fost declarată arie protejată prin Legea Nr.5 din 6 martie 2000 și reprezintă un loc fosilifer, unde, în stratele șistoase de rocă alcătuită din marne și calcare, s-au descoperit depozite fosilifere preistorice de pești, din specia Clupea gorjensis.